# Ainoceras
Ainoceras – rodzaj amonitów z rzędu Ammonitida, z rodziny Nostoceratidae.
Żył w okresie kredy (kampan) w okolicach obecnych Wysp Japońskich.